# Castillo de Montalto Dora
El Castillo de Montalto Dora (Castello di Montalto Dora en italiano) es un antiguo castillo situado en el pueblo piamontés de Montalto Dora en el norte de Italia.

## Historia
El castillo fue construido durante la primera mitad del siglo XII sobre el Monte Crovero (405 metros) en posición dominante sobre el Lago Pistono y el acceso al Valle de Aosta. Fue mencionado por primera vez bajo el nombre de castrum monsalti en un documento de 1140.
Entre el siglo XIV y el siglo XV el castillo fue modificado y ampliado para mejorarlo desde un punto de vista defensivo.
Fue restaurado en el siglo XIX por los arquitectos Carlo Nigra y Alfredo D'Andrade, también diseñadores del burgo medieval de Turín.